# Serhij Czernenko
Serhij Michajłowycz Czernenko (ukr. Сергій Михайлович Черненко; ur. 16 lutego 1984 w Kijowie) – ukraiński hokeista, reprezentant Ukrainy.

## Kariera
- HK Kijów (2000-2002)
- Sokił Kijów (2002)
- Kramfors-Alliansen (2002-2003)
- Lugnviks IF (2002-2003)
- Sokił Kijów (2003-2013)
  -  HK Kijów (2004, 2005)
- Kompańjon Kijów (2013-2014)
- CSM Dunărea Galați (2014-2016)
- Krywbas Krzywy Róg (2016/2017)
- Generals Kijów (2016/2017)
- CS Progym Gheorgheni (2017)
- CSM Dunărea Galați (2017-2018)
- Zeytinburnu Belediye  (2018-2020)

Od 2014 zawodnik rumuńskiego klubu Dunărea Galați. W sezonie 2014/2015 w drużynie występowali wraz z nim rodacy Witalij Donika, Dmytro Nimenko, Kostiantyn Riabenko, Roman Szczerbatiuk. Od 2016 czerwca zawodnik Krywbasu Krzywy Róg. W trakcie sezonu 2016/2017 został zawodnikiem Generals Kijów. We wrześniu 2017 został graczem CS Progym Gheorgheni, a w listopadzie 2017 powrócił do CSM Dunărea Galați.
Brał udział w turnieju zimowej uniwersjady edycji 2005. Uczestniczył w turnieju mistrzostw świata w 2011 (Dywizja I).

## Sukcesy
Klubowe
- Złoty medal mistrzostw Ukrainy: 2004, 2005, 2006, 2008, 2009, 2010 z Sokiłem Kijów, 2014 z Kompańjonem Kijów
- Srebrny medal mistrzostw Ukrainy: 2005 z HK Kijów, 2011, 2012 z Sokiłem Kijów
- Brązowy medal mistrzostw Ukrainy: 2013 z Sokiłem Kijów, 2017 z Krywbasem Krzywy Róg
- Puchar Ukrainy: 2007 z Sokiłem Kijów
- Złoty medal mistrzostw Rumunii: 2015, 2016 z Dunărea Galați

Indywidualne
- Profesionalna Chokejna Liha (2012/2013):
  - Trzecie miejsce w klasyfikacji strzelców w fazie play-off: 5 goli[6]
- Mistrzostwa Ukrainy w hokeju na lodzie (2013/2014)
  - Najlepszy napastnik sezonu[7]